# Антоновка
Антоновка (пољ. Antonówka) је село у Пољској које се налази у војводству Лублинском у повјату Опољском у општини Ходел.
Од 1975. до 1998. године ово насеље се налазило у Лублинском војводству.